# 久伊豆神社 (越谷市蒲生)
久伊豆神社（ひさいずじんじゃ）は、埼玉県越谷市の神社。

## 歴史
創建年代は不明である。江戸時代後期の地誌『新編武蔵風土記稿』には応永年間（1394年 - 1428年）の創建としている。一方、旧別当寺だった光明院の記録には、1707年（宝永4年）の時点で創建から約320年としており、応永よりも古い南北朝時代末期としている。また明治期の神社明細帳によれば、1554年（天文23年）創建としている。
1871年（明治4年）、近代社格制度に基づく「村社」に列せられ、1915年（大正4年）の神社合祀により、周辺の7社が合祀された。

## 交通アクセス
- 蒲生駅より徒歩11分。